# Guillaume Balay
Guillaume Balay, francoski trobentar in skladatelj, * 30. april 1871, Crozon, Bretanja, Francija, † 13. december 1943 Morlaix, Bretanja, Francija.
Pri 18. letih se je pridružil francoski vojski, kjer je sčasoma zgradil glasbeno kariero in leta 1911 postal vodja Musique de la Garde Républicaine. Kot virtuoz na kornetu je leta 1894 prejel prvo nagrado Conservatoire national de musique de Paris.
Kompozicijo se je učil pri Paulu Vidalu in Vincentu d’Indyju. Napisal je več skladb, ki so še danes vključene v tekmovalne ali izpitne programe.